# San Andrés y Sauces
San Andrés y Sauces é um município da Espanha na província de Santa Cruz de Tenerife, comunidade autónoma das Canárias. Tem 42,75 km² de área e em 2021 tinha 4 213 habitantes (densidade: 98,5 hab./km²).
A economia é baseada na agricultura e no turismo. A banana ainda é a cultura dominante, liderando as exportações municipais. Entretanto, outra cultura relevante é o assim chamado "ñame", conhecido internacionalmente como taro (Colocasia esculenta).

## Demografia
| Variação demográfica do município entre 1991 e 2004 | Variação demográfica do município entre 1991 e 2004 | Variação demográfica do município entre 1991 e 2004 | Variação demográfica do município entre 1991 e 2004 |
| --------------------------------------------------- | --------------------------------------------------- | --------------------------------------------------- | --------------------------------------------------- |
| 1991                                                | 1996                                                | 2001                                                | 2004                                                |
| 5392                                                | 5438                                                | 5351                                                | 5012                                                |